# Jerome Williams
Jerome Williams (n. Washington D. C.; 10 de mayo de 1973) es un exjugador de baloncesto que militó en la NBA desde 1996 hasta 2005. Con 2,06 metros de estatura, jugaba en la posición de ala-pívot.

## Carrera

### Universidad
Williams comenzó jugando en el Montgomery Junior College, donde en su temporada sophomore promedió 26 puntos y 17 rebotes por partido, hasta que se cambió a la Universidad de Georgetown. Con los Hoyas jugó sus años júnior y sénior, firmando 10.5 puntos y 9.3 rebotes por encuentro en sus dos temporadas, siendo seleccionado en ambas campañas en el tercer quinteto de la Big East Conference. Como sénior, lideró a los Hoyas en rebotes con 8.8 además de promediar 10.3 puntos por partido. 

### NBA
Fue seleccionado en la 26.ª posición del Draft de 1996 por Detroit Pistons. En su primera temporada sus minutos en pista estuvieron muy limitados, apareciendo en 33 partidos y aportando 1.5 puntos y 1.5 rebotes por noche. En los Pistons jugó cuatro temporadas y media, incrementando su aportación y presencia en cancha año tras año, además de consagrarse como un excelso reboteador promediando 9.6 rebotes en 25.6 minutos en la temporada 1999-00. El 22 de febrero de 2001 fue traspasado junto con Eric Montross a Toronto Raptors por Corliss Williamson, Tyrone Corbin, Kornel David y una futura ronda de draft. En los Raptors continuó jugando con la misma intensidad, convirtiéndose en uno de los favoritos del público. En la temporada 2002-03 disputó 71 partidos, 63 como titular, promediando 9.7 puntos y 9.2 rebotes en 33 minutos de juego.
Tras tres campañas en los Raptors, la franquicia le traspasó a Chicago Bulls el 1 de diciembre de 2003 con Antonio Davis y Chris Jefferies a cambio de Lonny Baxter, Donyell Marshall y Jalen Rose. En los Bulls terminó la temporada, apareciendo en 53 partidos y firmando 6.5 puntos y 6.5 rebotes por noche. Durante la pretemporada de 2004 fue enviado a New York Knicks con Jamal Crawford por el pívot Dikembe Mutombo, Frank Williams, Othella Harrington y Cezary Trybanski. En los Knicks disputó su última temporada como profesional, disfrutando de pocos minutos en cancha.
El 15 de agosto de 2005 fue cortado por los Knicks debido a temas salariales, por lo que inmediatamente Williams anunció su retirada del baloncesto. En 587 partidos en nueve temporadas, sus números han sido 6.6 puntos y 6.4 rebotes por encuentro.

## Estadísticas de su carrera en la NBA

### Temporada regular
| Año     | Equipo   | PJ  | PT  | MPP  | %TC  | %3P  | %TL  | RPP | APP | ROB | TPP | PPP |
| ------- | -------- | --- | --- | ---- | ---- | ---- | ---- | --- | --- | --- | --- | --- |
| 1996-97 | Detroit  | 33  | 0   | 5.3  | .392 | –    | .529 | 1.5 | .2  | .4  | .0  | 1.5 |
| 1997-98 | Detroit  | 77  | 3   | 16.9 | .524 | .000 | .651 | 4.9 | .6  | .7  | .1  | 5.3 |
| 1998-99 | Detroit  | 50  | 10  | 23.1 | .500 | –    | .673 | 7.0 | .5  | 1.3 | .1  | 7.1 |
| 1999-00 | Detroit  | 82  | 1   | 25.6 | .564 | .000 | .616 | 9.6 | .8  | 1.2 | .3  | 8.4 |
| 2000-01 | Detroit  | 33  | 2   | 24.4 | .438 | .000 | .722 | 8.4 | 1.0 | 1.2 | .3  | 7.3 |
| 2000-01 | Toronto  | 26  | 0   | 14.5 | .516 | .000 | .778 | 4.0 | .5  | .7  | .4  | 5.0 |
| 2001-02 | Toronto  | 68  | 32  | 24.1 | .490 | –    | .676 | 5.7 | 1.1 | 1.1 | .4  | 7.6 |
| 2002-03 | Toronto  | 71  | 63  | 33.0 | .499 | .167 | .555 | 9.2 | 1.3 | 1.6 | .4  | 9.7 |
| 2003-04 | Toronto  | 15  | 12  | 27.1 | .491 | .000 | .724 | 8.5 | .7  | 1.3 | .2  | 5.1 |
| 2003-04 | Chicago  | 53  | 32  | 23.2 | .466 | .000 | .675 | 6.5 | 1.2 | 1.3 | .1  | 6.5 |
| 2004-05 | New York | 79  | 4   | 15.3 | .502 | .000 | .669 | 3.6 | .5  | .7  | .1  | 4.5 |
| Total   | Total    | 587 | 159 | 21.7 | .502 | .038 | .645 | 6.4 | .8  | 1.1 | .2  | 6.6 |

### Playoffs
| Año   | Equipo  | PJ | PT | MPP  | %TC   | %3P | %TL  | RPP | APP | ROB | TPP | PPP |
| ----- | ------- | -- | -- | ---- | ----- | --- | ---- | --- | --- | --- | --- | --- |
| 1997  | Detroit | 1  | 0  | 5.0  | 1.000 | –   | –    | 3.0 | .0  | 1.0 | .0  | 4.0 |
| 1999  | Detroit | 5  | 5  | 24.6 | .444  | –   | .778 | 6.4 | .8  | .8  | .0  | 6.2 |
| 2000  | Detroit | 3  | 0  | 24.3 | .500  | –   | .125 | 7.0 | .7  | 1.0 | .0  | 5.0 |
| 2001  | Toronto | 11 | 0  | 14.9 | .500  | –   | .500 | 4.1 | .8  | .9  | .5  | 3.2 |
| 2002  | Toronto | 5  | 1  | 28.8 | .424  | –   | .667 | 6.6 | 1.4 | 1.8 | .2  | 7.2 |
| Total | Total   | 25 | 6  | 20.4 | .470  | –   | .529 | 5.4 | .9  | 1.1 | .3  | 4.8 |